# Бабаев, Давран
Давран (Даврон) Бабаев (23 августа 1972) — советский и киргизский футболист, нападающий и полузащитник. Выступал за сборную Кыргызстана.

## Биография

### Клубная карьера
Начал выступать взрослом уровне в 1989 году в составе ошского «Алая» во второй лиге СССР, провёл в команде два сезона.
После распада СССР перешёл в узбекский клуб «Нефтчи» (Фергана), в его составе стал победителем первого независимого чемпионата Узбекистана. В 1993 году вернулся в «Алай», с которым завоевал бронзовые награды чемпионата Кыргызстана и стал лучшим бомбардиром сезона, забив 39 (по другим данным, 38) голов. С 1994 года снова играл в Узбекистане за клубы-середняки и аутсайдеры национального чемпионата «Навруз» (Андижан), «Зарафшан» (Навои), МХСК (Ташкент).
Всего в высшей лиге Узбекистана сыграл 112 матчей и забил 16 голов.
С 1999 года играл за клубы Кыргызстана. В 1999 году в составе клуба «Жаштык-Ак-Алтын» стал бронзовым призёром чемпионата, а в 2000 году в составе «Динамо-Алая» — финалистом Кубка Кыргызстана. Выступал за ошские «Динамо-Алай» и «Алай» до 2006 года.
Рекорд Бабаева по числу голов в одном сезоне чемпионата Кыргызстана был в 2003 году побит (по другим данным, повторен) Романом Корниловым, забившим 39 голов за СКА ПВО.

### Карьера в сборной
В национальной сборной Кыргызстана дебютировал 3 октября 1992 года в матче Кубка Центральной Азии против Узбекистана, заменив в перерыве Василия Ермошкина. В 1992—1996 годах регулярно играл за сборную, всего провёл 10 матчей, в которых не отличился голами.